# 宅磨為遠
宅磨 為遠（たくま ためとお、生没年未詳）は、平安時代後期の絵仏師。宅磨派の派祖。本姓は藤原氏。絵所長者・宅磨為成の子。子に宅磨勝賀・為辰・為久等がいる。官職は豊前守。法名は勝智。豊前守法印を称した。

## 経歴と作品
- 1132年（長承元年）復興された真言宗の高野山大伝法院「両界曼荼羅図」及び「十六祖師御影」を描いた。
- 1174年（承安4年）女院の逆修供養に際し本尊を描いた。

## 参考資料
- 『美術人名辞典』思文閣
- 『日本人名大辞典』講談社